# Compost d'organobrom
Els compostos d'organobrom (en anglès:Organobromine compounds) són compostos orgànics que contenen carboni enllaçats químicament al brom. Un exemple és el bromometà produït naturalment. Una aplicació com a retardant del foc són els èters difenils polibromats. Es troben uns pocs organobromats a la natura, però cap d'ells es biosintetitza o és necessari en el cas dels mamífers. Mesurar el nivell dels compostos organobromats es fa pel seu possible impacte en el medi ambient.

## Propietats generals
La majoria dels compostos organobromats, són relativament no polars. El brom és més electronegatiu que el carboni. Per tant, l'enllaç carboni-brom és electrofílic i els bromurs d'alquil són agents alquilatants.
La reactivitat dels compostos organobromats és intermèdia entre la reactivitat dels compostos organoclorats i la dels compostos organoiodats. Les principals reaccions químiques dels organobromats inclouen la deshidrobrominació, reacció de Grignard, reacció de Wurtz, i la substitució nucleofílica.